# Leptocodon
Die Gattung Leptocodon gehört zur Familie der Glockenblumengewächse (Campanulaceae). Sie besteht aus zwei Arten, die im Himalaya verbreitet sind.

## Merkmale
Von den Gattungsmerkmalen her ähnelt Leptocodon der Gattung Codonopsis, der Fruchtknoten ist an der Spitze jedoch mit fünf Drüsen besetzt, die versetzt zu den Staubblättern stehen. Die Blüten sind fünfzählig. Der Pollen besitzt sieben bis acht Furchen („colpat“). Der Fruchtknoten ist dreifächrig, der Griffel ist dreilappig. Die Frucht ist eine ledrige dreifächrige Kapsel.

## Ökologie
Leptocodon kommt in schneefreien Gebieten vor. Die Samen haben jedoch eine feste Keimruhe.

## Systematik und Taxonomie
Die Gattung Leptocodon gehört zu den Glockenblumengewächsen im engeren Sinne (Campanuloideae) und wird dort in eine Verwandtschaftsgruppe mit Campanumoea, Canarina, Codonopsis, Cyananthus, Ostrowskia und Platycodon gestellt. Auf Grund dessen, dass die Gattung lediglich durch die Drüsen von Codonopsis unterschieden wird, plädieren Morris & Lammers (1997) dafür, Leptocodon in diese zu integrieren.
Die Gattung Leptocodon wurde 1855 von Joseph Dalton Hooker und Thomas Thomson als Untergattung Codonopsis subgen. Leptocodon Hook.f. & Thomson in Illustrations of Himalayan Plants Tafel 16 A erstbeschrieben. Die Untergattung wurde 1856 von Charles Lemaire in L'Illustration Horticole Band 3 (Misc.), Seite 49 zur Gattung Leptocodon (Hook.f.) Lem. hochgestuft.

### Arten
Es gibt zwei Leptocodon-Arten, die aber von manchen Autoren zu Codonopsis gestellt werden:
- Leptocodon gracilis (Hook.f. & Thomson) Lem. (Syn.: Codonopsis gracilis Hook.f. & Thomson): Sie kommt von Nepal bis China vor.[4]
- Leptocodon hirsutus D.Y.Hong (Syn.: Codonopsis hongii Lammers): Sie kommt von Sikkim bis China vor.[4]